# Cunaxa paludicola
Cunaxa paludicola är en spindeldjursart som först beskrevs av Koch 1838.  Cunaxa paludicola ingår i släktet Cunaxa och familjen Cunaxidae. Inga underarter finns listade i Catalogue of Life.